# لنتسکیرش
لنتسکیرش (به آلمانی: Lenzkirch) یک شهر در آلمان است که در برایگاو-هخشوارتسوالد واقع شده‌است. لنتسکیرش ۵٬۲۱۲ نفر جمعیت دارد.